# Аракелов Сурен Юрійович
Суре́н Юрійович Аракелов (нар. 16 жовтня 1947, Харків, СРСР) — радянський математик, відомий як творець теорії, що носить його ім'я — геометрії Аракелова.

## Біографія
Народився у Харкові 16 жовтня 1947 року, вірменин за походженням. Закінчив у 1971 році механіко-математичний факультет МДУ. У 1974 році під керівництвом Ігоря Шафаревича захистив у Математичному інституті імені Стеклова кандидатську дисертацію з алгебричної геометрії. 
Після захисту і до 1979 року він працює молодшим науковим співробітником в Інституті нафтохімічної та газової промисловості імені Губкіна. 
E цей період він бере участь у публічних акціях протесту проти арешту Олександра Солженіцина, що, скоріше за все, відіграло роль у тому, що радянська влада назвала його психічно хворим. У будь-якому випадку, у 1976-1977 роках його описували як шизофренічного, а потім у 1979 році помістили в психлікарню. Це змусило Аракелова припинити свою дослідницьку діяльність і натомість переслідувати скромні й звичайні життєві цілі.
У 1983 році отримав пенсію по інвалідності (2 група) у зв'язку з психіатричним діагнозом. Попри це підтримував тісні дружні стосунки з Андрієм Тюріним (іншим учнем Шафаревича).
З 2014 року з родиною мешкає у Москві. Одружений, має сина та дві дочки.

## Геометрія Аракелова
Основний результат вченого — створення геометрії Аракелова, в якій запропоновано варіант діофантової геометрії, заснований на застосуванні теорії перетинів для арифметичних поверхонь. Робота була заочно представлена на Міжнародному конгресі математиків 1974 року у Ванкувері. Теорія суттєво розвинена в роботах Фальтінгса, Ленга, Деліня, Войти, зокрема, у 1988 році вийшла монографія Ленга «Вступ до теорії Аракелова», а Войта суттєво застосував теорію Аракелова для простого варіанту доведення гіпотези Морделла. Мотідзукі в 1999 році застосував підходи геометрії Аракелова до теорії Ходжа, результатом чого стала теорія Ходжа — Аракелова. У 2002 році поблизу Марселя відбулася міжнародна математична конференція, повністю присвячена теорії Аракелова.